# 정삼각형 안에 원 채우기
정삼각형 안에 원 채우기는 n개의 단위원을 가장 작은 정삼각형에 넣는 이산수학의 채우기 문제이다. 최적해는 n < 13일 때와 원의 개수가 삼각수일 때 알려져 있으며, n < 28일 때 추측이 가능하다.
에르되시 팔의 추측과 노만 올러는 n이 삼각수일 때, 원이 n − 1 개 일 때와 n 개 일 때 최적해는 한 변의 길이가 같다고 서술했다: 추측에 의하면 원이 n − 1 개 일 때 최적 채우기는 원이 n 개 일 때 최적 육각 채우기에서 하나를 뺀 채우기라고 한다. 이 추측은 n ≤ 15일 때 성립한다.
삼각형의 한 변의 길이의 최소해다:
| 원의 개수 | 길이                                                                                 |
| --------- | ------------------------------------------------------------------------------------ |
| 1         | {\displaystyle 2{\sqrt {3}}} = 3.464...                                              |
| 2         | {\displaystyle 2+2{\sqrt {3}}} = 5.464...                                            |
| 3         | {\displaystyle 2+2{\sqrt {3}}} = 5.464...                                            |
| 4         | {\displaystyle 4{\sqrt {3}}} = 6.928...                                              |
| 5         | {\displaystyle 4+2{\sqrt {3}}} = 7.464...                                            |
| 6         | {\displaystyle 4+2{\sqrt {3}}} = 7.464...                                            |
| 7         | {\displaystyle 2+4{\sqrt {3}}} = 8.928...                                            |
| 8         | {\displaystyle 2+2{\sqrt {3}}+{\dfrac {2}{3}}{\sqrt {33}}} = 9.293...                |
| 9         | {\displaystyle 6+2{\sqrt {3}}} = 9.464...                                            |
| 10        | {\displaystyle 6+2{\sqrt {3}}} = 9.464...                                            |
| 11        | {\displaystyle 4+2{\sqrt {3}}+{\dfrac {4}{3}}{\sqrt {6}}} = 10.730...                |
| 12        | {\displaystyle 4+4{\sqrt {3}}} = 10.928...                                           |
| 13        | {\displaystyle 4+{\dfrac {10}{3}}{\sqrt {3}}+{\dfrac {2}{3}}{\sqrt {6}}} = 11.406... |
| 14        | {\displaystyle 8+2{\sqrt {3}}} = 11.464...                                           |
| 15        | {\displaystyle 8+2{\sqrt {3}}} = 11.464...                                           |

비슷한 문제로는 정삼각형을 가능한한 작은 반경을 가지는 정해진 수의 원으로 채우는 것이다.

## 같이 보기
- 직각이등변삼각형에 원 채우기
- Malfatti 원, 정삼각형의 세 원의 최적해를 주는 구조이다